# Бад Шмидеберг
Бад Шмидеберг (њем. Bad Schmiedeberg) град је у њемачкој савезној држави Саксонија-Анхалт. Једно је од 39 општинских средишта округа Витенберг. Према процјени из 2010. у граду је живјело 9.230 становника. Посједује регионалну шифру (AGS) 15091020.

## Географски и демографски подаци
Бад Шмидеберг се налази у савезној држави Саксонија-Анхалт у округу Витенберг. Град се налази на надморској висини од 100 метара. Површина општине износи 160,0 km². У самом граду је, према процјени из 2010. године, живјело 9.230 становника. Просјечна густина становништва износи 58 становника/km².